# Holden Special Vehicles
Holden Special Vehicles (abgekürzt HSV) war ein australischer Hersteller von Hochleistungsautomobilen, ursprünglich ausschließlich auf Basis von Holden-Modellen, am 18. August 2020 wurde das Unternehmen im Rahmen der Aufgabe der Muttermarke aufgelöst.

## Geschichte
Gegründet wurde HSV im Jahr 1988. Die Firma war gemeinsamer Besitz von Holden und dem schottischen Ex-Rennfahrer Tom Walkinshaw. Als Vorläufer kann HDT (Holden Dealer Team) gelten, hinter dem der australische Rennfahrer Peter Brock stand und das 1987 im Streit die Partnerschaft mit Holden aufkündigte; Ursache war ein von HDT eingebauter „Polarisator“, der Leistung und Verbrauch der Wagen vorgeblich verbesserte.
HSV präsentierte als erstes Modell im März 1988 den SS Group A SV, eine viertürige Limousine auf Basis des damaligen Holden Commodore VL, von der 750 Stück entstanden.
Das Werk befand sich zunächst in einer neu errichteten Fabrik nahe Melbourne, wurde aber aufgrund der unerwartet starken Nachfrage bald zu klein. Daher zog HSV im April 1995 in ein nahegelegenes Gebäude um, das vorher von Nissan genutzt worden war.
Die HSV-Version des 2006 vorgestellten Holden Commodore VE wurde in einigen arabischen Ländern unter der Bezeichnung CSV (Chevrolet Special Vehicles) CR8 angeboten.
Der Erfolg von HSV veranlasste Ford Australien, im Jahr 2002 mit Ford Performance Vehicles (FPV) eine Tuningabteilung ähnlichen Zuschnittes zu gründen.

## Modelle

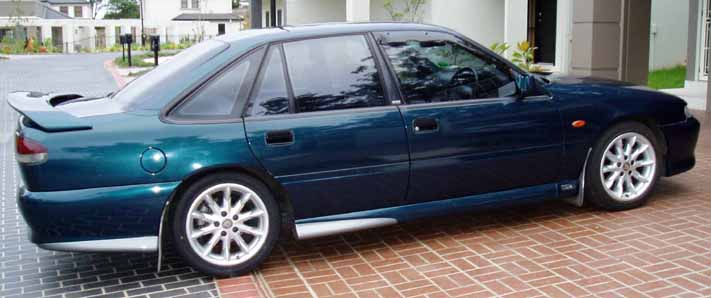
HSV Senator, Baureihe VS, 1995–1999

Seit 1988 bot HSV in Australien und Neuseeland leistungsgesteigerte Automobile an, die in den allermeisten Fällen auf den jeweiligen großen Holden-Modellen basierten (in seltenen Fällen entwickelte man auch Varianten kleinerer Modelle, etwa des Holden Astra, der 1988 noch auf dem Nissan Pulsar basierte, oder den VRX). Dabei verwendete HSV alle von Holden angebotenen Karosserievarianten: viertürige Limousine, Coupé, Kombi und Ute.
Mit den Änderungen an Motor, Fahrwerk und Bremsen gingen stets aufgewertete Interieurs und ein durch Sonderräder, Spoiler usw. auf sportlich getrimmtes Aussehen einher.
Für den Antrieb sorgten zumeist getunte Varianten der von Holden verwendeten Motoren, namentlich ein 3,8-Liter-V6 und ein Fünfliter-V8. Dazu entwickelte HSV Mitte der neunziger Jahre selbst eine 5,7-Liter-Version des V8 mit längerem Hub. In jüngerer Zeit verwendete man auch den Sechsliter-V8 aus der Chevrolet Corvette als Ausgangsbasis.

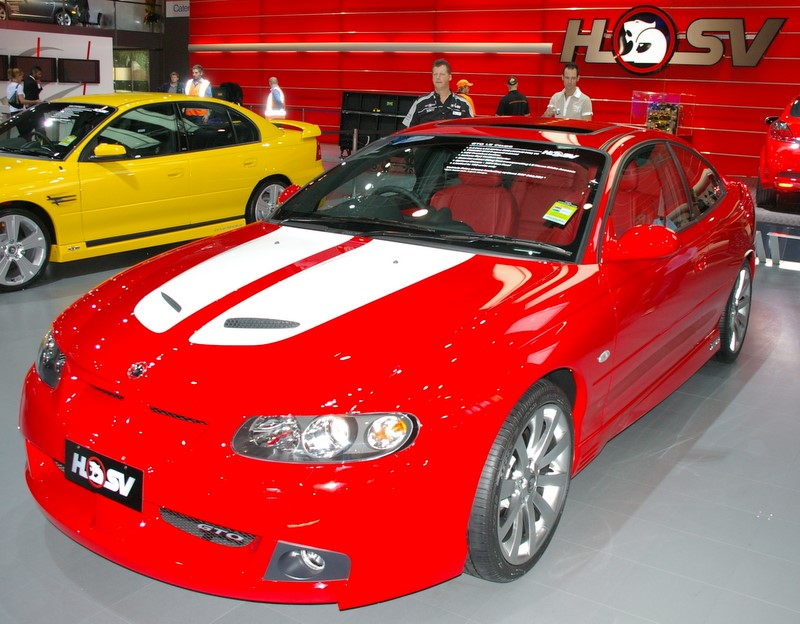
HSV GTO von 2006, im Hintergrund ein Clubsport auf Basis des Commodore

Das Karosseriedesign der HSV-Modelle stammte von 1991 bis 2001 von Ian Callum, einem schottischen Designer, der unter anderem auch den Aston Martin DB7 entwarf.
Den Großteil der Produktion stellten traditionell Varianten auf Basis des viertürigen Holden Commodore, meist in Clubsport-Version. Daneben gab es HSV-Versionen des Coupés Monaro. Ein spezielles Marktsegment deckten die HSV-Utes ab, zumeist unter dem Namen Maloo vermarktet. Schließlich gab es auch eigene Varianten des Holden-Spitzenmodells Caprice bzw. Statesman, meistens unter der Bezeichnung Grange angeboten.
Die Stückzahlen der einzelnen Modelle bewegten sich in der Regel zwischen einigen Dutzend und mehreren Hundert Exemplaren.
Im Frühjahr 2008 umfasste das HSV-Programm folgende Modelle:
- Clubsport R8, 6,0-Liter-V8, 307 kW (418 PS) (Basis Holden Commodore), auch 20th Anniversary Edition
- GTS, 6,0-Liter-V8, 307 kW (418 PS) (Basis Holden Commodore)
- Senator Signature, 6,0-Liter-V8, 418 PS (Basis Holden Commodore)
- Maloo R8, 6,0-Liter-V8, 307 kW (418 PS) (Basis Holden Ute)
- Grange Signature, 6,0-Liter-V8, 307 kW (418 PS) (Basis Holden Statesman)
- VXR, 2,0-Liter-Vierzylinder mit Turbolader, 177 kW (241 PS) (Baugleich mit Opel Astra OPC/Vauxhall Astra VXR)

Im Jahr 2020 wurde als einziges eigenes Modell der HSV Sportcat auf Basis des Colorado angeboten. Darüber hinaus konvertierte HSV einige Chevrolet-Modelle für den Australischen Markt.